# Francesco Guicciardini
 Francesco Guicciardini  (Florència, 6 de març de 1483 - Arcetri, 22 de maig de 1540) fou un filòsof, historiador i polític italià.

## Biografia
Francesco Guicciardini va néixer a Florència el 6 de març de 1483, tercer fill de Piero di Jacopo Guicciardini i Simona Gianfigliazzi. Pertanyia a una de les famílies més importants de la ciutat i de les més fidels al govern mediceu. A Florència va estudiar jurisprudència, seguint les classes del cèlebre Francesco Pepi. A partir de l'any 1500 va residir a Ferrara durant prop de dos anys, per traslladar després a Pàdua per seguir les lliçons de professors de major importància. Va tornar a Florència a 1505, on es va fer càrrec, tot i no haver-se encara llicenciat, d'institucions de dret civil, en novembre del mateix any va obtenir el doctorat en  ius civile  i va iniciar la seva carrera forense.
En 1506 va concloure la seva activitat acadèmica, mentrestant, en novembre de 1508, va contraure matrimoni, contra la voluntat paterna, amb Maria Salviati, pertanyent a una família políticament exposada i obertament contrària a Pier Soderini, en aquell temps  gonfaloniere  vitalici de Florència. No obstant això, Guicciardini es va ocupar poc d'aquestes rivalitats, pel que fa al seu principal interès consistia a exercir en un futur algun càrrec polític, en consideració sobretot del prestigi del qual gaudia la família de la seva dona, el que podria ser-li positiu en les seves ambicions.
De fet, aquest matrimoni va suposar per a ell un trampolí, garantint un ascens polític brillant i ràpida: amb ajuda del sogre va ser incorporat als capitans de l' spedale del Ceppa , un càrrec no gaire significatiu en si mateix, però prestigiós pel que fa als membres distingits per tal honor. En 1508 va portar la instrucció contra el  podestà  Piero Lluís dona Fano, iniciant alhora la redacció de les  Storie fiorentina  ( Històries florentines ) i de les  Ricordanze  (records). En 1509, en ocasió de la guerra contra Pisa, va ser cridat al servei de la  Signoria , obtenint, gràcies a l'ajuda de Salviati, l'advocacia del capítol de Santa Liberata. Aquests progressos impulsar a Guicciardini també a un ràpid ascens polític a nivell internacional, rebent el càrrec d'ambaixador a Espanya. Arran d'aquesta experiència seva com a ambaixador va néixer el seu  Redazione di Spagna  ( Redacció d'Espanya ), un lúcid anàlisi de les condicions sociopolítiques de la península Ibèrica.

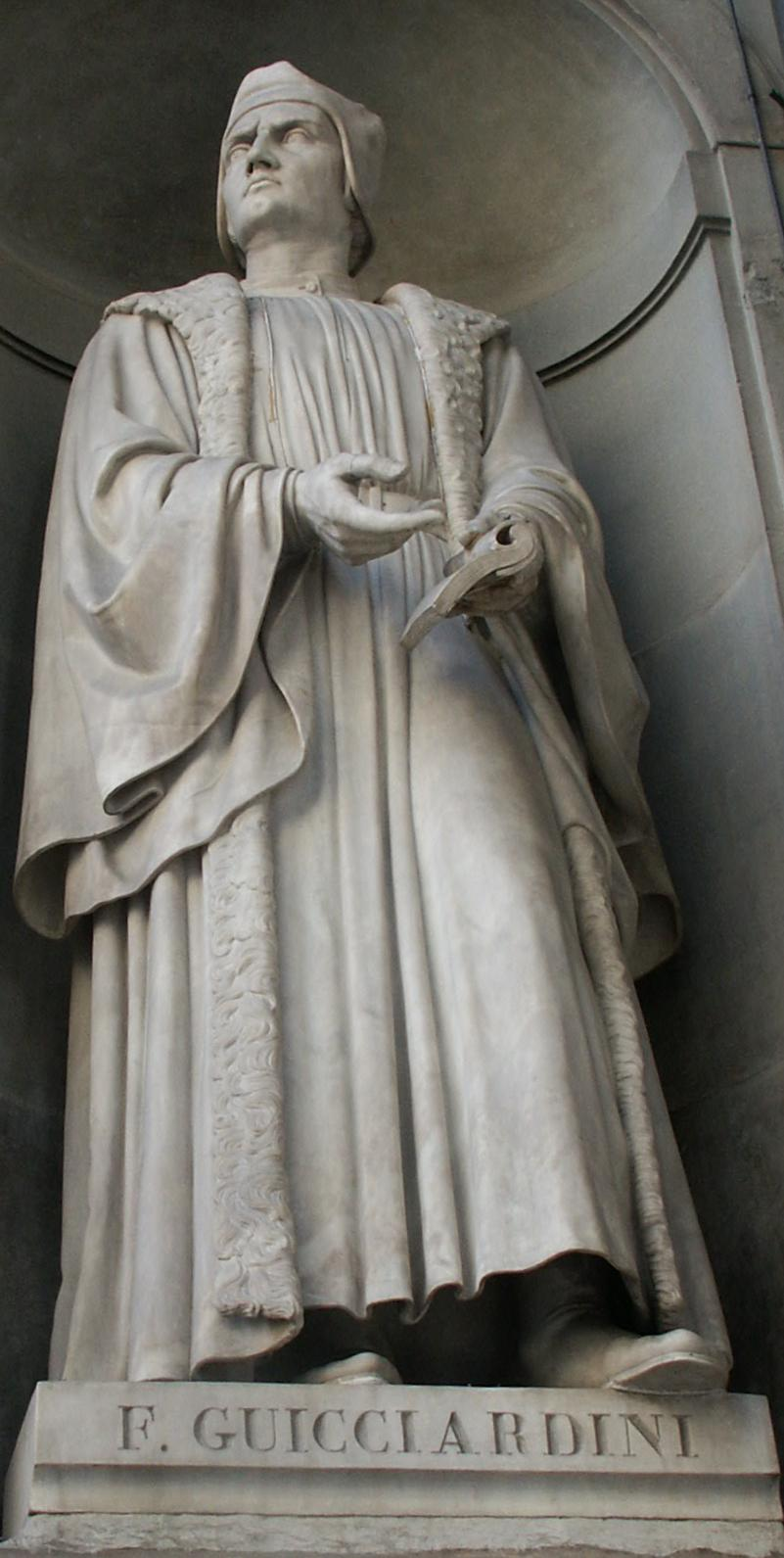
Estàtua de Guicciardini en els Uffizi.

En 1513 va tornar a Florència, on des de feia al voltant d'un any havia estat reinstaurada la Signoria Medicea amb el suport de l'exèrcit hispano-pontifici. Des 1514 va formar part dels  Otto di Balia  i en 1515 va entrar a formar part de la Signoria, i serà nomenat, gràcies als seus serveis prestats als Medici, advocat consistorial i governador de Mòdena a 1516, amb la pujada al tron pontifici de Giovanni de 'Medici, amb el nom de Lleó X. El seu paper protagonista en la política romana es va veure reforçat notablement a 1517, amb el nomenament a governador de Reggio Emilia i de Parma, just en el delicat moment del conflicte franco-imperial. En 1521 va ser fet comissari general de l'exèrcit pontifici, aliat de Carles V contra els francesos, en aquest període va madurar el cúmul d'experiències que resultaria crucial en la redacció dels seus  Ricordi politician i civilització  ( Records polítics i civils ) i de la  Storia d'Italia  ( Història d'Itàlia ).
A la mort de Lleó X, l'any 1522, Guicciardini es va trobar havent de respondre al setge de Parma, argument que va tractar en el seu  Relazione della difesa di Parma  ( Relació de la defensa de Parma ). Després de la investidura papal de Giulio de Medici, amb el nom de Climent VII, va ser enviat a governar la Romagna, una terra agitada per les lluites entre les famílies més potents; aquí donaria Guicciardini curs a les seves notables habilitats diplomàtiques.
Per a respondre a l'omnipotència de Carles V, va impulsar una aliança entre els estats regionals en què estava dividida llavors Itàlia, en un intent de salvaguardar en certa manera la independència de la península. L'acord va ser subscrit a Cognac a 1526, però es va demostrar ben aviat fallit, en 1527 la Lliga va patir una dolorosa derrota de Roma sent la ciutat saquejada per jansquenets, mentre a Florència era instaurada (per tercera i última vegada) la república. Embolicat en aquestes vicissituds i vist amb poca confiança pels republicans pels seus flirtejos amb els Medici, es va retirar voluntàriament a la seva vila de Finocchieto, prop de Florència. Aquí va compondre dues oracions, la Oratio accusatoria  i la  Defensoria, i una epístola  Consolatoria , que segueix el model de la oratio ficta, i en la qual va exposar les acusacions imputables a la seva conducta amb les corresponents refutacions, i fingia rebre consolació d'un amic. També llavors va escriure les  Considerazioni intorno ai «Discorsi» del Machiavelli «sopra la prima deca di Tito Livi»  (Consideracions sobre els «Discursos» de Maquiavel «sobre la primera dècada de Titus Livi»), en les quals va mantenir polèmica amb la visió pessimista del seu il·lustre conciutadà.
Després de la confisca dels seus béns, en 1529 va deixar Florència per tornar al servei de Climent VII, que li va oferir el lloc de diplomàtic a Bologna. A la tornada dels Medici a Florència (1531), va ser acollit a la cort medicea com a conseller del duc Alexandre, però, no va ser tingut en tan alta estima pel successor d'Alexandre, Cosme I, che li marginar. Guicciardini llavors es va retirar a la seva vila de Arcetri, on va transcórrer els seus últims anys dedicant-se a la literatura: reordenar els  Records polítics i civils , va reunir les seves  Ricordi politician  ( Records polítics ), i sobretot escriure la  Storia d'Italia . Va morir a Arcetri a 1540, al voltant de dos anys després d'haver-se retirat definitivament de la vida pública.

## Pensament polític

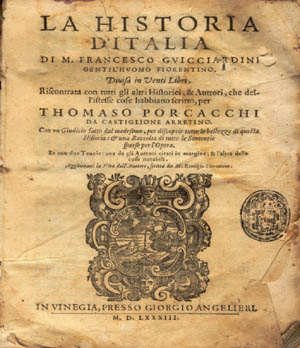
Portada d'una edició antiga de la Storia d'Italia.

Guicciardini és conegut sobretot per la seva  Història d'Itàlia , vast i detallat fresc dels esdeveniments italians entre 1494 i 1532 i obra mestra de la historiografia de la primera època moderna i de la historiografia científica en general. Com a tal, és un monument a la classe intel·lectual italiana del segle xvi, i més específicament a l'escola florentina d'historiadors filòsofs (o polítics) de la qual van formar part també Niccolò Machiavelli, Segni, Pitti, Nardi, Varchi, Francesco Vettori i Donato Giannotti.
L'obra desembullar la retorçada xarxa de la política dels estats italians del Renaixement amb paciència i intuïció. L'autor se situa voluntàriament com a espectador imparcial i com a crític fred i curiós, assolint resultats excel·lents com a analista i pensador (tot i que resulta més feble la seva comprensió de les forces en joc en el vast escenari europeu).
Machiavelli sostenia que la presència de l'Església, amb el mal exemple dels capellans, havia tornat als italians més pecadors del que haurien estat per si mateixos, i que havia impedit la unió dels estats italians en un únic estat nacional, ja que mai havia estat ni tan feble com per a ser completament subjugada ni tan forta com per prendre ella mateixa la iniciativa d'unió italiana, capaç d'oposar-se a les invasions estrangeres.
Sobre això Guicciardini està d'acord, però no considera que això hagi estat necessàriament un mal per Itàlia. Si hagués hagut, de fet, un estat unitari, «una ciutat hauria prevalgut sobre les altres» i no hauria estat possible l'esplèndid floriment de centres d'art i cultura que estava tenint lloc en el Renaixement. A més, es pregunta, quan hi ha hagut mai en la història d'Itàlia un domini únic sobre la península, excepte el romà, que va mantenir unida Itàlia, sí, però amb la força de les seves legions? D'altra banda, subjau en l'esperit natural de l'italià la inclinació a atendre els seus propis assumptes, per tant, podrien (i deurien) conservar les característiques de les diferents societats italianes, només sota un estat federal.
En Guicciardini s'albira, en conseqüència, un realisme polític que falta a Machiavelli, el qual segueix el projecte d'un estat centralitzat italià mirant a les grans monarquies nacionals europees, i sense considerar que aquestes s'havien constituït per la força d'una burgesia emprenedora i oberta, mentre que a Itàlia sobrevivia una burgesia mesquina municipal incapaç de mirar més enllà dels estrets límits de la ciutat o regió. Per al poble, a més, per a la gran majoria camperola, n'hi havia prou el  motto  « O Franza o Spagna, purchase es magna», («[Tant és]  França o Espanya, mentre es mengi»).

## Influència
Es considera comunament a Guicciardini com el pare de la historiografia moderna, per la seva ocupació pioner de documents oficials per tal de verificar la seva  Història d'Itàlia .
Fins a 1857 la reputació de Guicciardini es va basar en la  Història d'Itàlia  i alguns extractes dels seus aforismes. En 1857 els seus descendents, els comtes Piero i Luigi Guicciardini, van obrir els fitxers familiars i van encarregar a Giuseppe Canestrini publicar, en 10 volums, les seves memòries.
Entre 1938 i 1972 es va publicar la seva  Correspondència, que va contribuir de manera determinant a un coneixement minuciós de la seva personalitat.

### Francesco De Sanctis
Francesco De Sanctis no li agradava Guicciardini, i de fet el crític romàntic no va amagar la seva preferència per Machiavelli. En la seva història de la literatura italiana, el crític d'Avellino va posar en evidència com Guicciardini estava en línia amb les aspiracions de Machiavelli, però si el segon va actuar en conseqüència amb els seus ideals, el primer a canvi « non hauria mogut un dit per a realitzar-los »(en paraules del mateix De Sanctis).
Durant el Romanticisme, la manca de passió cap a l'objecte d'estudi en una obra era vista com un greu defecte, tant respecte al lector com cap a l'art literari. A això cal afegir-hi que Guicciardini és millor analista i pensador que escriptor. El seu estil és, de fet, prolix i precís, però al preu de massa circumloquis i de la pèrdua del sentit general de la narració. «Qualsevol tema que toqui, jaurà cadàver sobre la taula d'autòpsies» («Qualsiasi oggetto Egli Tocchi, GIAC gia cadavere sul Tavola delle autopsia»).

## Obres
- Storie fiorentina  (primera part d'Història de Florència , entre 1508 i 1509, però inèdita fins a 1859)
- Diari di Spagna (1512)
- Discorso di Logrogno  (1512)
- Relazione di Spagna  (1514)
- Consolatoria  (1527)
- Oratio accusatoria  (1527)
- Oratio defensoria  (1527)
- Del reggimento di Firenze  o  Diàleg i Discorsi l'reggimento di Firenze  (1527)
- Considerazioni sui Discorsi del Machiavelli sopra la prima degà di Tito Livi  (1528 o possiblement 1530)
- Ricordi politician i civilització  (1512 - 1530, però inèdits fins a 1857)
- Li cus fiorentina  (segona part d'Història de Florència; 1528 - 1531)
- Storia d'Italia  (1537-1540)